# 印度尼西亞國民軍
印度尼西亚國民軍（縮寫），亦可直譯為印尼國民軍，是印尼的軍隊，舊稱人民治安軍（Tentara Keamanan Rakyat），後曾與印度尼西亞國家警察合稱印度尼西亚共和國武裝部隊（Angkatan Bersenjata Republik Indonesia，縮寫）。由於該國採取不結盟政策，故軍隊武器裝備來源多樣化，有許多歐洲、蘇聯和中國武器，但也有美國和韓國武器。印尼《国防法》规定，总统对全国軍隊有最高統帥权，在国防与安全委员会及国防部长协助下就国防与安全事务作出重大决策，通过国民军司令和警察总长对全軍实施领导和指挥。

## 概觀
国家軍由正规部隊和准军事部队组成。正规军印尼国民军（TNI）是在荷兰殖民时期的皇家荷屬東印度陸軍和二戰日本占领时期的鄉土防衛義勇軍基础上改编而成，
- 陸軍37万人，编成战略预备队司令部、特种部队司令部、軍訓司令部和11个军区
- 海军6.4万人，编成西部、东部舰队司令部和海军陆战队司令部、训练司令部、军事海运司令部
- 空军3.2万人，编成第一（西部）、第二（东部）空军作战司令部和特种部队司令部、训练司令部、维修司令部。

蘇哈托時期開始與西方國家在經濟及政治上合作，故取得了一些歐洲和美國武器的購買權，在海軍上也購入了不少韓國裝備，但主要大型裝備還是和俄羅斯有合作。印尼民間有反華的情緒，且70年代官方政策是肅清共產黨，故與中華人民共和國有漫長的冷淡期，直到90年代末開始政策大幅轉向，積極與中方建交和經貿合作，21世紀後雖然與中國有南海問題的摩擦但依然能購入前衛系列便攜式防空導彈等中國製敏感性高科技武器，兩國維持微妙的檯面下關係。

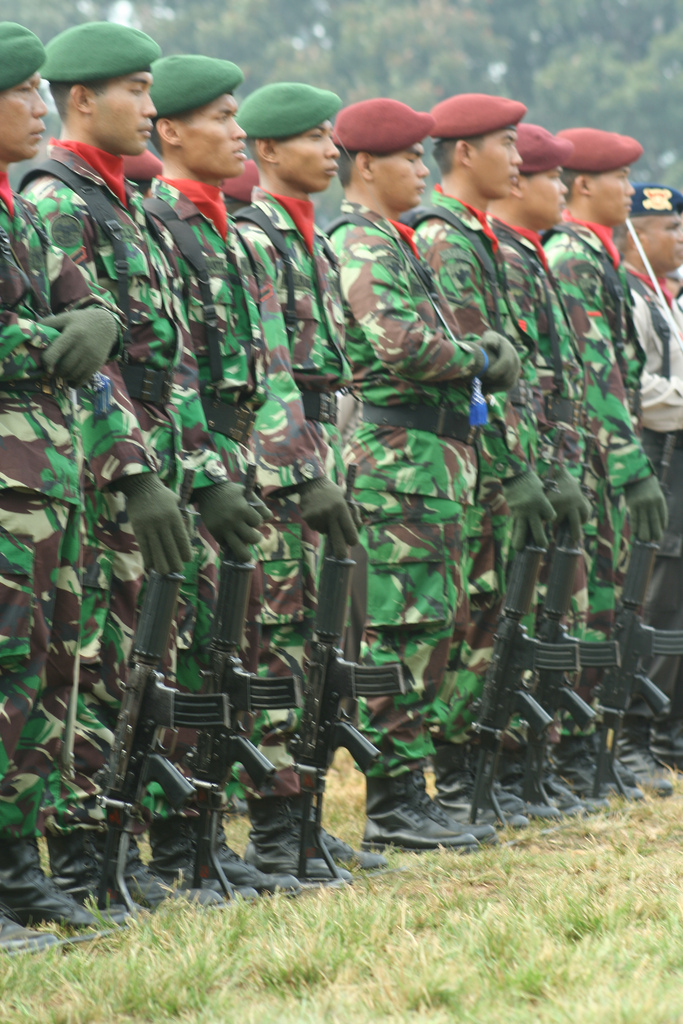
印度尼西亚陸軍
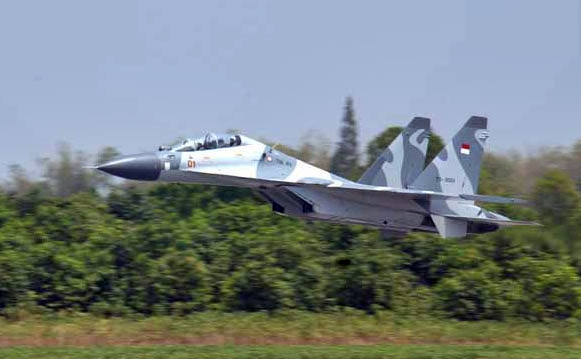
俄製Su-30戰機
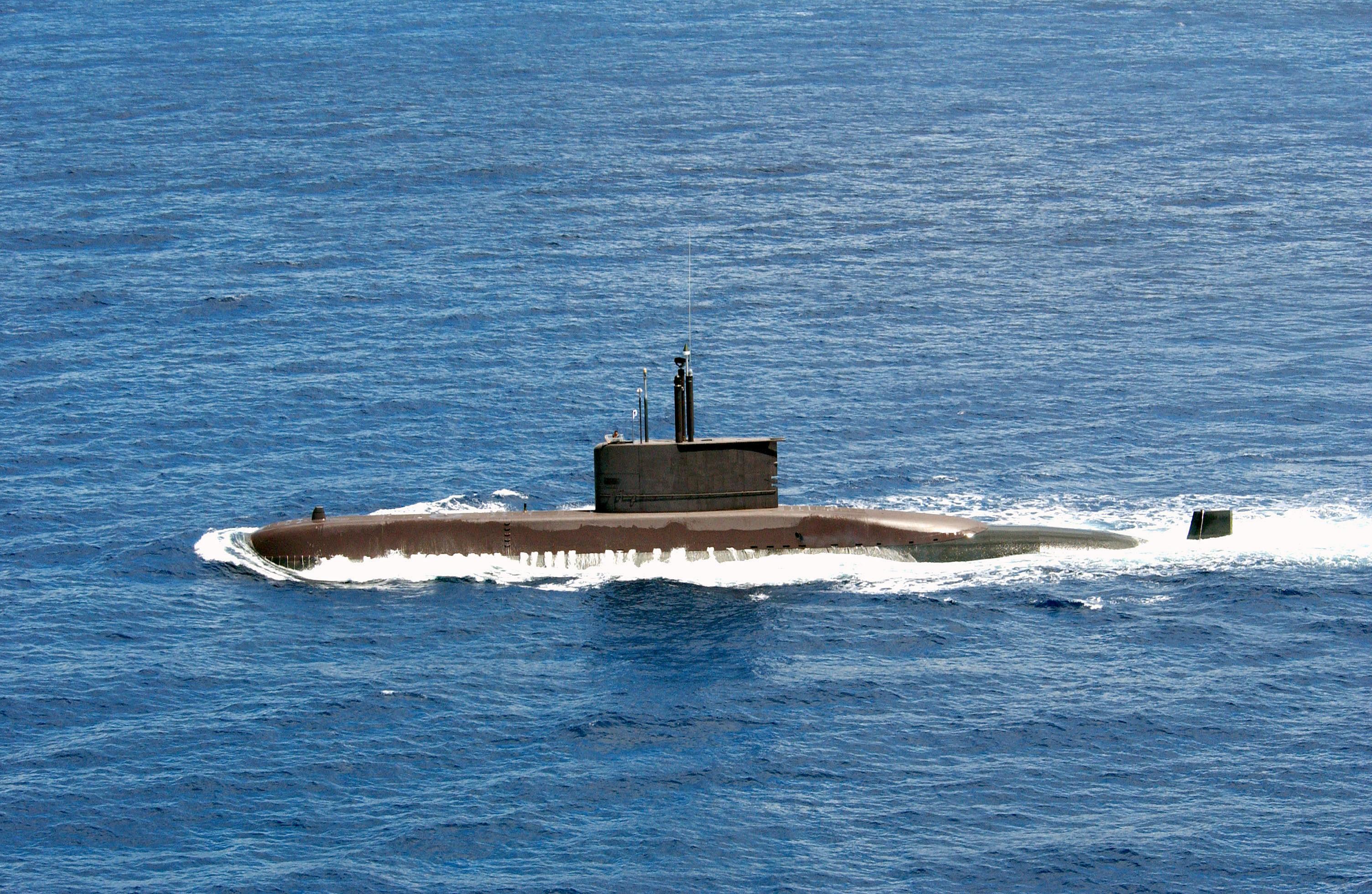
韓製張保皐級潛艦
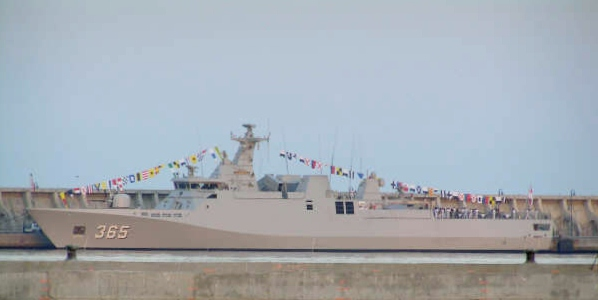
荷製西格瑪巡防艦
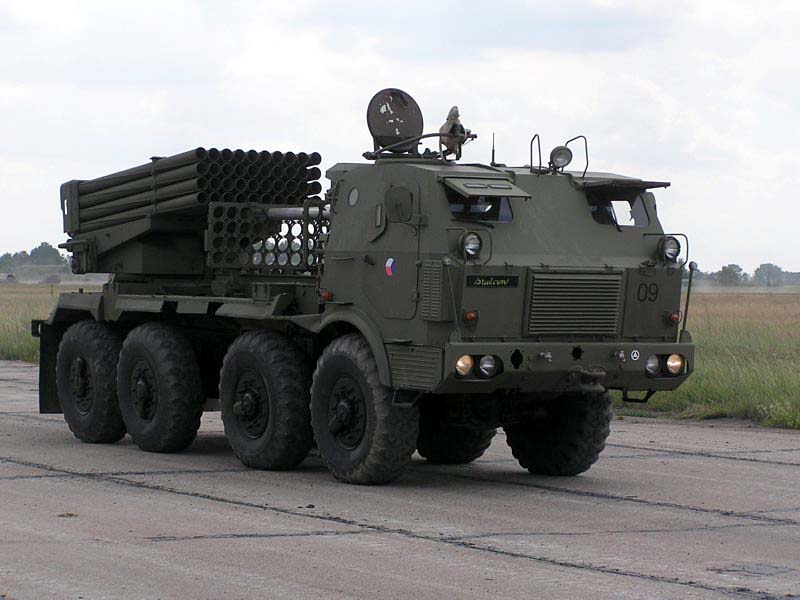
捷克製RM70多管火箭
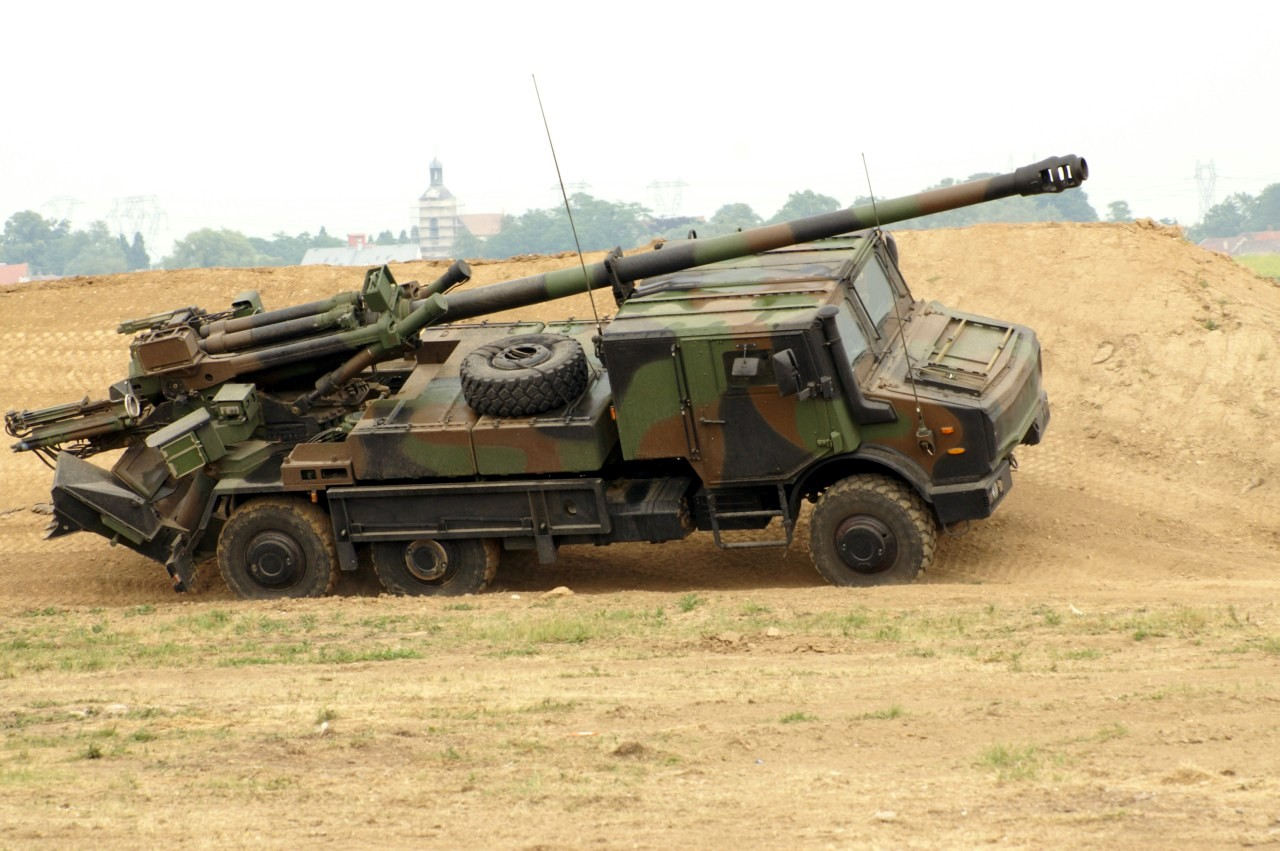
法製CAESAR自走砲
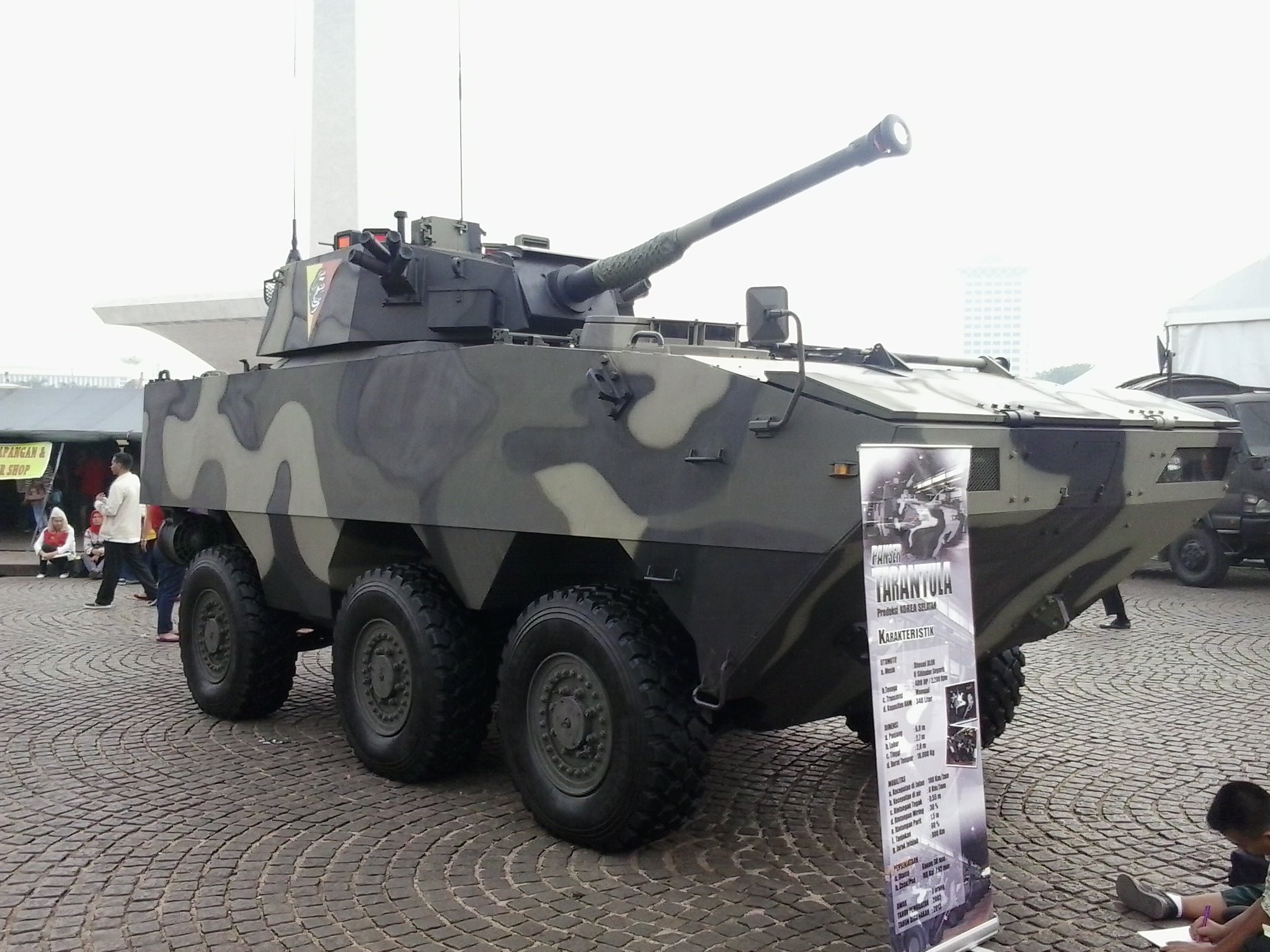
Panser裝甲車
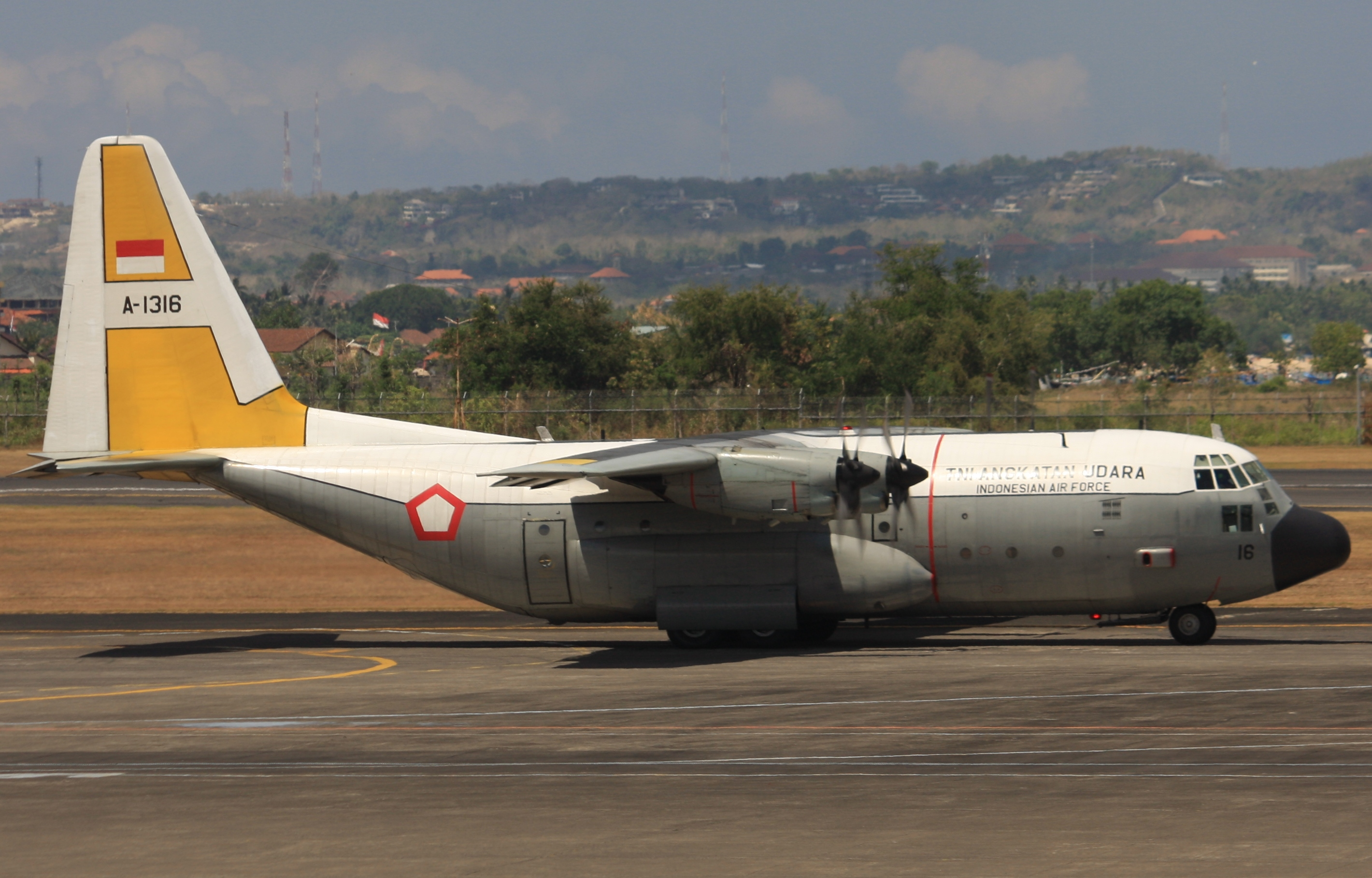
美製C-130運輸機

## 陸軍
- 陸軍37萬人，編成戰略預備隊司令部、特種部隊司令部、軍訓司令部和11個軍區
- 裝備

| 型号              | 图片 | 起源                | 类别     | 型號                                                 | 数量 | 细节 |
| 坦克              | 坦克 | 坦克                | 坦克     | 坦克                                                 | 坦克 | 坦克 |
| ----------------- | ---- | ------------------- | -------- | ---------------------------------------------------- | ---- | ---- |
| 豹2               |      | 德國                | 主戰坦克 | 豹2A4                                                | 103  |      |
| Harimau           |      | 土耳其 · 印度尼西亞 | 中型戰車 | Kaplan-MT (MMWT Prototype)                           | (18) |      |
| FV101 Scorpion    |      | 英国                | 輕型戰車 |                                                      | 90   |      |
| AMX-13            | \|   | 法國 · 荷蘭         | 輕型戰車 | AMX-13/75 Modèle 52 AMX-13/105 FL-12 AMX-13 Retrofit | 120+ |      |
| M3/M5斯圖亞特戰車 |      | 荷蘭                | 輕型戰車 | M3A1                                                 | 1    |      |

## 空軍
印度尼西亞空軍編成第一（西部）、第二（東部）空軍作戰司令部和特種部隊司令部、訓練司令部、維修司令部。

## 海軍
印尼海軍是印尼國民軍的海上武装部队，主要任务有保卫印尼漫长的海岸線、领海、岛屿和专属经济区，捍卫印尼海洋战略利益以及防御海上威胁等。1945年9月10日成立，目前由三支舰队、军事海运司令部以及海军陆战队构成。